# Leon Zaleski
Leon Zaleski, pseud. Bolesław z Ustronia (ur. 11 kwietnia 1841 w Mielejczycach, gubernia grodzieńska, zm. 20 maja 1888 w Woli Skromowskiej koło Firleja) – polski redaktor i wydawca, związany z Lublinem.
Był synem Kamilla i Zofii z Suchodolskich. Uczęszczał do szkół w Lublinie (gimnazjum), rozpoczął następnie studia matematyczne w Petersburgu, które jednak szybko przerwał z uwagi na niesprzyjający jego zdrowiu klimat. Wyjechał z kolei do Paryża, gdzie kształcił się w szkole centralnej w latach 1860–1863. Po powrocie do kraju był właścicielem majątku w Serocku na ziemi lubelskiej, a w nieodległej Brzeźnicy Książęcej koło Lubartowa założył szkółkę wiejską dla dzieci chłopskich, w której prowadził sporadycznie lekcje. Śledził bieżącą prasę polską, zaczął również w pismach warszawskich jako Bolesław z Ustronia publikować korespondencje i "udatne wiersze", m.in. w "Gazecie Rolniczej" i "Tygodniku Mód i Nowości Dotyczących Gospodarstwa Domowego". Od 1872 chorował poważnie na oczy i nie mogąc skutecznie nadzorować majątku, przeniósł się wkrótce do Lublina, gdzie w 1876 założył, redagował i wydawał "Gazetę Lubelską". W 1879 pismo to połączyło się ze starszym lubelskim pismem – "Kurierem Lubelskim", zachowując tytuł "Gazeta Lubelska", a Zaleski pozostał redaktorem i wydawcą. W tym czasie wzrosła częstotliwość wychodzenia numerów: z trzech numerów w tygodniu do trybu dziennika. Zaleski kierował gazetą przez 12 lat, prawie do końca życia; okres ten uważany jest za czas rozkwitu "Gazety Lubelskiej", która wydawana była do 1911.
Zaleski prowadził gazetę z dużym zaangażowaniem, pomimo postępującej utraty wzroku i licznych trudności osobistych. Na łamach "Gazety" publikował artykuły i wspomnienia, które "podobały się ogólnie i zaczęły interesować szersze koła czytelników, artykuły zaś wstępne traktujące sprawy społeczne i gospodarstwo rolne tudzież hodowlę inwentarzy, zwróciły na siebie uwagę pism warszawskich, które je powtarzały lub komentowały".
Wcześnie owdowiał, a w lipcu 1884 stracił dwóch synów – Wacława (14 lat) i Witolda (12 lat) – uczniów lubelskiego gimnazjum, którzy utonęli w czasie kąpieli w rzece podczas wakacji na wsi w Woli Skromowskiej. Tam też, w rodzinnym majątku, osiadł pod koniec życia, kiedy stan zdrowia zmusił go do rezygnacji z pracy redakcyjnej. Zmarł 20 maja 1888 w Woli Skromowskiej, pochowany został na cmentarzu w Firleju. Wspomnienia pośmiertne podkreślały jego zasługi w pracy publicystycznej i oświatowej oraz nieustanną walkę z nieszczęściami życiowymi. Pisano m.in.: "Zasługi śp. Leona Zaleskiego w piśmiennictwie naszem, zwłaszcza prowincyonalnem, są niezapomniane, był on pionierem na tej ciężkiej drodze, pracował z zapałem nie dla zysku ale dla idei. O nim nie zapomni historya piśmiennictwa naszego, na jej kartach znajdzie się i dla niego pomnik.". 